# Saint-Thurien (Eure)
Saint-Thurien település Franciaországban, Eure megyében. Lakosainak száma 238 fő (2018. január 1.).

## Népesség
A település népessége az elmúlt években az alábbi módon változott:
| Lakosok száma | 137  | 160  | 165  | 198  | 203  | 230  | 238  | 237  | 237  | 238  |
|               | 1968 | 1975 | 1982 | 1999 | 2006 | 2011 | 2013 | 2016 | 2017 | 2018 |